# Distrikt Livitaca
Der Distrikt Livitaca liegt in der Provinz Chumbivilcas in der Region Cusco in Südzentral-Peru. Der am 2. Januar 1857 gegründete Distrikt hat eine Fläche von 747 km². Beim Zensus 2017 wurden 12.557 Einwohner gezählt. Im Jahr 1993 lag die Einwohnerzahl bei 9384, im Jahr 2007 bei 11.516. Die Distriktverwaltung befindet sich in der 3752 m hoch gelegenen Ortschaft Livitaca mit 1537 Einwohnern (Stand 2017). Livitaca liegt 45 km ostnordöstlich der Provinzhauptstadt Santo Tomás.

## Geographische Lage
Der Distrikt Livitaca liegt im Osten der Provinz Chumbivilcas. Der Distrikt liegt im Andenhochland. Der Río Apurímac fließt entlang der nordöstlichen Distriktgrenze nach Nordwesten. Dessen linker Nebenfluss Río Livitaca entwässert den zentralen Teil des Distrikts nach Norden.
Der Distrikt Livitaca grenzt im Westen an die Distrikte Velille, Chamaca und Omacha (Provinz Paruro), im Nordosten an den  Distrikt Pomacanchi (Provinz Acomayo), im Osten an die Distrikte Túpac Amaru, Yanaoca und Quehue (alle drei in der Provinz Canas), im Südosten an den Distrikt Checca (Provinz Canas) sowie im Süden an den Distrikt Coporaque (Provinz Espinar).

## Im Distrikt Livitaca geborene Persönlichkeiten
- Guido Bellido (* 1979), peruanischer Ingenieur und Politiker